# Заборовский, Иван Александрович
Ива́н Алекса́ндрович Заборо́вский (18 (29) мая 1735 — 17 (29) сентября 1817) — российский военный и государственный деятель, участник многих войн и сражений России. Среди прочего известен тем, что отказал будущему победителю при Аустерлице, французскому императору Наполеону Бонапарту в приёме на русскую службу.

## Биография
Родился 18 (29) мая 1735 года. На службу был записан в 1749 году; с 1751 года — капрал гвардии; в 1754 году — поручик гвардии.
Участвовал в Семилетней войне, где отличился в сражении при Гросс-Егерсдорфе. В 1757 году был произведён в премьер-майоры, с 1 мая 1763 года — подполковник.

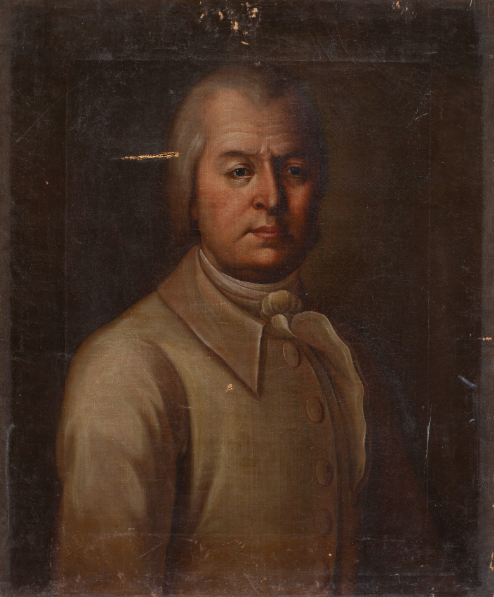
Портрет отца Александра Мийхайловича Заборовского (1690 - ?)

Участник русско-турецкой войны (1768—1774) и военных действий в Польше. Был произведён 1 января 1770 года в полковники за отличие под Бендерами, командовал гусарским полком в армии Петра Ивановича Панина. В 1771 участвовал в захвате укреплений Перекопа и во взятии Кафы под началом Василия Михайловича Долгорукова-Крымского.  В 1772 году принял участие в войне с Барскими конфедератами, которая окончилась первым разделом Речи Посполитой.
С 17 марта 1774 года — бригадир в Черниговском пехотном полку в армии Петра Александровича Румянцева. В 1774 году был послан на Балканы в корпус Михаила Федотовича Каменского и отличился в сражении при Козлуджи, за что был награждён орденом Святого Георгия 3-й степени (10 июля 1775).
С 10 июля 1775 года — генерал-майор. 3 февраля 1776 женился на Елизавете Фёдоровне Лопухиной. В 1777 году оставил строевую службу и до 1782 года был Ярославским наместником; 28 июня 1782 года произведён в генерал-поручики и назначен Тульским наместником. Был награждён орденами: Св. Александра Невского (16 мая 1787) и Св. Владимира 2-й степени (30 июня 1787).
В 1788 году был послан во Флоренцию вербовать волонтёров для участия в войне против Турции. Среди желающих поступить в ряды волонтёров был и молодой артиллерийский лейтенант Наполеоне Буонапарте. Согласно полученной инструкции, Заборовский должен был принимать иностранцев на русскую службу с понижением на один чин. На это будущий Бонапарт согласиться не хотел, и Заборовский отказал ему.
В 1788—1796 годах — Владимирский и Костромской генерал-губернатор.
При Павле I 17 декабря 1796 года Заборовский был назначен сенатором с чином действительного тайного советника.
Умер 17 (29) сентября 1817 года в Москве. Был похоронен в Знаменской церкви Спасо-Андрониевого монастыря, вместе с женой Елизаветой Фёдоровной Лопухиной (04.04.1743—23.03.1820).

### Архивная литература
- Российский государственный военно-исторический архив (РГВИА). Ф. 489. — Оп.1. — Д. 7142. — Л. 40 об.; Д. 7164. — Л. 14 и 17 об.